# 札幌みらい中央青果
札幌みらい中央青果株式会社（さっぽろみらいちゅうおうせいか、英：Sapporo Mirai Chuo Seika Co., Ltd.）は、札幌市中央区に本社を置く食品卸売業社。札幌市中央卸売市場青果部の卸売会社。

## 概要
2018年5月にいずれも札幌市中央市場の青果部で荷受業務をしていた丸果札幌青果株式会社（通称:札幌丸果）と、同業でホクレン農業協同組合連合会グループの札幌ホクレン青果株式会社（かつての略称である札果で呼ばれることがある）を統合して設立された。人口減により青果物の消費量が低迷し、地方市場の低迷が続く状況下で、丸果は道外産地及び量販店顧客に強みを持ち、ホクレン青果はホクレンとの連携によって道内産地に強みを持つことから相乗効果を期待できるとされてのことだった。
対内外的には対等合併とし、手続き上は丸果札幌青果株式会社を存続法人として吸収合併と同日に社名変更が行われた。
旧丸果札幌青果株式会社代表取締役社長の勇﨑恒宏が初代代表取締役会長に、旧札幌ホクレン青果株式会社代表取締役社長の髙橋守が初代代表取締役社長に就いた。なお、旧札幌ホクレン青果株式会社はホクレンが96%出資しており、合併後の存続会社である札幌みらい中央青果株式会社に対してのホクレンの出資比率は46%となった。
北海道内にはかつて室蘭、釧路、函館にも中央卸売市場が存在していたが、2000年代に札幌以外はすべて地方卸売市場への転換を完了したため、札幌みらい中央青果は現在北海道内の中央卸売市場で青果物の卸売を行う唯一の卸売会社である。

## 沿革
- 1959年（昭和34年）11月 - 丸果札幌青果株式会社創立。
  - 同年12月 - 札幌市中央卸売市場開場に伴い荷受会社として業務開始。
- 1976年（昭和51年）1月 - 札果札幌ホクレン合同青果株式会社設立。（同年5月業務開始）
- 1986年（昭和61年）5月 - 札幌ホクレン青果株式会社に改称。
- 2006年（平成18年）3月 - 札幌市中央卸売市場新青果棟が完成し、丸果、ホクレン青果の2社とも移転。
- 2017年（平成29年）6月 - 丸果札幌青果株式会社と札幌ホクレン青果株式会社が経営統合に向けて協議していることを正式に発表[4]。
- 2018年（平成30年）5月 - 両社が合併して札幌みらい中央青果株式会社が発足。
- 2019年（平成31年）4月 - 子会社の株式会社札幌フルーツ（旧・丸果札幌青果子会社）と北海道青果サービス株式会社（旧札幌ホクレン青果子会社）を合併して北海道みどり流通株式会社を設立。

## 関連会社
- 丸果札幌定温倉庫株式会社
- 北海道みどり流通株式会社
- 丸共農産商事株式会社

### 旧・関連会社
- 樽一小樽中央青果株式会社 - 小樽公設市場（小樽市公設地方卸売市場）における唯一の卸売業者であったが、2021年12月に特別清算手続き開始[6]。

## その他
2018年9月に発生した北海道胆振東部地震では、大規模停電の影響を受けて卸売が中止された。
北海道新聞の連載＜市場発！＞に水産卸など他の事業者とともに取材協力し、旬の青果物の動向や入荷情報を伝えている。また、日本農業新聞の全国青果物市況情報「日農インデックス」を構成する7業者の一つである。